# سرخس‌آبی‌سانان
سرخس‌آبی‌سانان (نام علمی: Salviniales) نام یک راسته از رده سرخس باریک‌هاگدان است.